# Aeroportul Stony River
Aeroportul Stony River (IATA: SRV, FAA LID: SRV) este un aeroport din Alaska, Statele Unite ale Americii ce deservește zona Stony River⁠(d). Aeroportul a fost tranzitat în 2019 de 464 de pasageri. A fost numit după zona deservită.
Situat la o altitudine de 70 m, aeroportul dispune de 1 pistă.

## Infrastructură

### Piste
Aeroportul dispune de o singură pistă. Pista 18/36 are dimensiunile 2.601 picioare × 40 picioare. 